# Руперт Зальцбурзький
Руперт (Руперт Зальцбурзький) (нім. Ruprecht; бл. 660, Вормс — 27 березня між 710 та 718, Зальцбург або Вормс) — засновник і перший єпископ Зальцбурга у 698—710 роках. Католицький святий, його день 27 березня.

## Життєпис
Походив зі знатного франкського роду. Третій син Хродберта, пфальцграфа і канцлера Франкської держави за часів короля Хлотаря III, та Теодради. Замолоду йому було обрано духовну кар'єру. Спочатку став ченцем бенедиктинського монастиря. У 690-х роках був єпископом Вормсу.
У 697 році залишив свою кафедру й розпочав місіонерську діяльність в Баварському герцогстві. Прибувши до Регенсбургу, Руперт обернув на християнство герцога Теодона II та його родину. Отримав від останнього дозвіл на продовження проповідування християнства серед баварів. Спочатку хрестив придворних аристократів, слідом за цим перебрався до міста Альтеттінг. Потім рушив уздовж Дунаю, відновлюючи церкви, що прийшли до занепаду, та збудовуючи нові. Дійшов до місто Лорх, що межувала з землями Аварського каганату. Розпочав тут проповідувати. Втім складна військова ситуація змусила Руперта припинити місіонерську діяльність серед аварів.
Центром своєї проповідницької діяльності Руперт зробив колишню римську колонію Ювавум. Отримав у подарунок від баварського герцога землі біля річки Зальцах (притоку Дунаю) — біля Пібінга та Рейхенґалла. Тут під скелястою горою звів монастир Св. Петра. З тих пір гора стала зватися Менхсберг (Гора ченців). Монастир став центром нового міста, що стрімка стало розвиватися завдяки покладам солі, що розташовувалися на землях, отриманим Рупертом у подарунок від герцога. На честь солі місто отримало свою назву Зальцбург (Місто солі).
Також заснував жіночий бенедиктинський монастир Нонберг, де першою абатисою стала небога Руперта — Ерентруда. Також розпочав зведення кафедрального собору (його завершив наступник Руперта — Віргілій). Місіонерська робота Руперта також поширилася на Австрійські Альпи, де близько 711 року була заснована перша монастирська келія Максиміліана.
За деякими відомостями у 717 році повернувся до Вормсу, де й помер близько 718 року.